# Ben Heber
Ben Heber (Berlino, 4 aprile 1992) è un bobbista tedesco, campione mondiale di bob a quattro a nel 2015.

## Biografia
Compete dal 2011 ed esordisce in Coppa del Mondo nella stagione 2013/14 classificandosi settimo a Lake Placid nel bob a quattro, ottiene il suo primo podio nonché la sua prima vittoria il 13 dicembre 2014 a Lake Placid, sempre nella specialità a quattro.
Ha conquistato la medaglia d'oro nel bob a quattro ai campionati mondiali di Winterberg 2015 assieme a Maximilian Arndt, Alexander Rödiger e Kevin Korona. Nelle rassegne continentali vanta un oro conquistato nel bob a quattro a Sankt Moritz 2016.

## Palmarès

### Mondiali
- 1 medaglia:
  - 1 oro (bob a quattro a Winterberg 2015).

#### Europei
- 1 medaglia:
  - 1 oro (bob a quattro a Sankt Moritz 2016).

### Coppa del Mondo
- 10 podi (tutti nel bob a quattro):
  - 4 vittorie;
  - 3 secondi posti;
  - 3 terzi posti.

#### Coppa del Mondo - vittorie
| Data             | Luogo                | Paese       | Disciplina                                                                |
| ---------------- | -------------------- | ----------- | ------------------------------------------------------------------------- |
| 13 dicembre 2014 | Lake Placid          | Stati Uniti | a quattro con Maximilian Arndt (pilota), Kevin Korona e Joshua Bluhm      |
| 18 gennaio 2015  | Schönau am Königssee | Germania    | a quattro con Maximilian Arndt (pilota), Kevin Korona e Alexander Rödiger |
| 9 gennaio 2016   | Lake Placid          | Stati Uniti | a quattro con Maximilian Arndt (pilota), Martin Putze, e Kevin Korona     |
| 7 febbraio 2016  | Sankt Moritz         | Svizzera    | a quattro con Maximilian Arndt (pilota), Kevin Korona e Martin Putze      |